# Gouvernement Houphouët-Boigny X
Pour les articles homonymes, voir Gouvernement Houphouët-Boigny.
Première République
Houphouët-Boigny IX Houphouët-Boigny XI
Le gouvernement de Félix Houphouët-Boigny X (27 juillet 1977 - 16 février 1978) est le 10e de la Première République de Côte d'Ivoire.
Il remplace le gouvernement Houphouët-Boigny IX (formé en 1977).

## Contexte
Le nombre des membres du gouvernement est ramené de trente-six à trente.
Il s'agit d'un profond remaniement de l'équipe gouvernementale avec le départ de neuf ministres, parmi lesquels quatre personnalités de premier plan qui occupaient leurs postes respectifs depuis une douzaine d'années : Henri Konan Bédié (économie et finances), Mohamed Diawara (plan), Abdoulaye Sawadogo (agriculture) et Arsène Usher Assouan (affaires étrangères).
Trois nouvelles personnalités font leur entrée dans le gouvernement : l'écrivain Bernard Dadié (affaires culturelles), Siméon Aké (affaires étrangères), Denis Bra Kanon (agriculture).
Ce remaniement est enfin l'occasion de deux importantes promotions : Abdoulaye Kone, ancien ministre du budget, cumule désormais avec les portefeuilles de l'économie, des finances et du plan, tandis que Mathieu Ekra, « vieux fidèle du chef de l'État », après avoir réorganisé le ministère de l'intérieur, quitte ce poste pour s'attaquer à la remise en ordre des nombreuses sociétés d'État.

## Composition
- Président de la République : Félix Houphouët-Boigny

### Ministres d'État
- Ministre d'Etat : Auguste Denise
- Ministre d'Etat, chargé de la Réforme de société d’Etat : Mathieu Ekra
- Ministre d'Etat, chargé de la Santé publique et de la population : Jean-Baptiste Mockey
- Ministre d'Etat : Nanlo Bamba
- Ministre d'Etat : Loua Diomandé

### Ministres
- Affaires étrangères : Siméon Aké
- Défense : Jean Konan Banny
- Travaux publics, Transports, Construction et Urbanisme : Désiré Boni
- Agriculture : Denis Bra Kanon
- Production animale : Dicoh Garba
- Travail et Ivoirisation des cadres : Vanié Bi-Tra
- Jeunesse, Education populaire et Sports : Etienne Ahin
- Mines : Paul Gui Dibo
- Eaux et forêts : Théodore Koffi Attobra
- Enseignement primaire et Education télévisuelle : Pascal Dikébié N'Guessan
- Défense et Service Civique : Blé Kouadio M’Bahia
- Économie, Finances et Plan : Abdoulaye Koné
- Recherche scientifique : Jean Lorougnon Guédé
- Enseignement technique et Formation professionnelle : Ange François Barry Battesti
- Education nationale : Paul Yao Akoto
- Sécurité intérieur : Gaston Ouassénan Koné
- Postes et Télécommunications : Bangali Koné
- Marine : Lamine Fadika
- Fonction publique : Emile Kéi Boguinard
- Condition féminine : Jeanne Gervais
- Chargé des Relations avec l’Assemblée nationale : Emile Brou

## Source
- (fr) [PDF] Dixième gouvernement de la Première République de Côte d'Ivoire  Document officiel - Gouv.ci